# Magyarország megyei önkormányzatai a választók száma szerint
Magyarország megyei önkormányzatainak listája a választók száma szerint csökkenő sorrendben.
| Megye                  | Választók | Mandátum | Eredmény 2002-ben                       | 2006-ban                                                                 |
| ---------------------- | --------- | -------- | --------------------------------------- | ------------------------------------------------------------------------ |
| Pest megye             | 867 656   | 80       | MSZP 38 Fidesz 27 SZDSZ 6 MDF 5 Mások 4 | Fidesz 43 MSZP 28 SZDSZ 5 MDF 4                                          |
| Borsod-Abaúj-Zemplén   | 434 938   | 59       | MSZP 36 Fidesz-MDF 23                   | Fidesz 32 MSZP 27                                                        |
| Szabolcs-Szatmár-Bereg | 358 229   | 48       | MSZP 21 Fidesz 13 Összefogás 11 Más 3   | Fidesz 26 MSZP 17 Összefogás 4 MDF 1                                     |
| Bács-Kiskun            | 350 534   | 46       | MSZP 23, Fidesz 18 MDF 3 SZDSZ 2        | Fidesz 28 MSZP 14 SZDSZ 3 MDF 1                                          |
| Hajdú-Bihar            | 270 169   | 40       | MSZP 21 Fidesz-MDF 14 SZDSZ 3 Mások 2   | Fidesz 23 MSZP 13 SZDSZ 1 MDF 2 Hajdúvárosok Szövetsége 1                |
| Jász-Nagykun-Szolnok   | 268 378   | 40       | MSZP 22 Fidesz-MDF 12 SZDSZ 4 Más 2     | Fidesz 22 MSZP 8 SZDSZ 2 MDF 1 Tiszazugi Települések 1                   |
| Békés                  | 262 469   | 40       | MSZP 20 Fidesz 14 SZDSZ 3 Mások 3       | Fidesz 24 MSZP 15 SZDSZ 1                                                |
| Veszprém               | 251 205   | 40       | MSZP 20 Fidesz 17 MDF 3                 | Fidesz 23 MSZP 15 MDF 2                                                  |
| Fejér                  | 220 471   | 40       | MSZP 18 Fidesz 17 Mások 5               | Fidesz 22 MSZP 14 Fehér Megyei Településekért 2 Polgármesterek 2         |
| Heves                  | 215 459   | 40       | MSZP 23 Fidesz-MDF 12 Mások 5           | Fidesz 20 MSZP 20                                                        |
| Somogy                 | 214 328   | 40       | MSZP 15 Fidesz-MDF 13 SE * 12           | Fidesz 20 MSZP 10 SE 10                                                  |
| Győr-Moson-Sopron      | 208 050   | 41       | MSZP 17 Fidesz 16 MDF 6 Más 2           | Fidesz 26 MSZP 12 MDF 2 Nemzeti Fórum 1                                  |
| Baranya                | 199 326   | 40       | MSZP 23 Fidesz 11 MDF 2 SZDSZ 2 Más 2   | Fidesz 21 MSZP 16 MDF 1 Baranyai Emberekért 2                            |
| Komárom-Esztergom      | 197 108   | 40       | MSZP 19 Fidesz-MDF 12 SZDSZ 2 Mások 7   | Fidesz 21 MSZP 15 PFE 2 SZDSZ 1 MDF 1                                    |
| Csongrád-Csanád        | 172 887   | 40       | MSZP 19 Fidesz-MDF 15 Mások 6           | Fidesz-szöv. 20 MSZP-SZDSZ 16 Homokháti Önkormányzatok 2 Szöv. Makóért 1 |
| Tolna                  | 170 414   | 41       | MSZP 22 Fidesz-MDF 17 Mások 2           | Fidesz 25 MSZP 14 MDF 2                                                  |
| Vas megye              | 150 510   | 40       | Fidesz-MDF 21 MSZP 14 Mások 5           | Fidesz 25 MSZP 11 Polgármesterek 2 Vas Megyei Önkormányzatokért 2        |
| Zala megye             | 149 393   | 40       | Fidesz-MDF 16 MSZP 16 Mások 8           | Fidesz 25 MSZP 11 Szöv. Zaláért 2 PPE 2                                  |
| Nógrád                 | 140 651   | 40       | MSZP 23 Fidesz 16 MDF 1                 | Fidesz 22 MSZP 16 MDF 2                                                  |

Megjegyzés: A Fidesz és az MDF szövetségeseikkel együtt értendők. „Mások”, „más” megyénként változó civil szervezeteket, vagy kisszámú mandátumhoz jutó pártokat jelöl. SE=Somogyért Egyesület, PFE=Polgármesterek a Falukért Egyesület